# Лембесис, Полихронис
Полихронис Лембесис (греч.Πολυχρόνης Λεμπέσης Саламин, 1848 — Афины, 1913) — один из самых значительных греческих художников «Мюнхенской школы» греческой живописи.

## Биография
Полихронис Лембесис родился на острове Саламина в 1848 году. Происходил из семьи беженцев из Беотии, обосновавшейся на острове в годы Освободительной войны.

«На солнечных берегах и покрытых соснами склонах Саламины, со стадом своего отца, провёл свои детские годы Полихронис. Не менее решительную роль в его первых шагах сыграл монастырь Фанеромени на Саламине… Сотню лет до того (в 1735 году) один из последних значительных иконописцев византийской традиции, Георгиос Марку из Аргоса, расписал монастырь тысячами фигур святых, отобразив в нём почти всю православную иконографию».

По воле случая, Полихронис Лембесис получил поддержку политика Д. Вулгариса, чей сын был его одноклассником.
Первоначально Полихронис Лембесис учился живописи в Афинах. При поддержке Вулгариса он получил стипендию и продолжил учёбу в Академии Мюнхена у Николаоса Гизиса. Его учителями также были Линденшмит Младший, Вильгельм фон  и Ludwig von Löfftz.
В 1880 году Полихронис Лембесис вернулся в Афины и обосновался в районе Тисио. Несмотря на то, что он был отличным пейзажистом, вскоре он стал известен как портретист. Полихронис Лембесис получал заказы на портреты зажиточных Капсалиса, Сантаросы, Серпьериса, Левидиса и др. Одновременно он давал уроки живописи детям юриста и впоследствии премьер-министра С. Драгумиса.
Полихронис Лембесис принял участие в Всемирной выставке в Париже в 1900 году и в международной выставке в Афинах в 1903 году.
В последнее десятилетие своей жизни Полихронис Лембесис принял участие только в двух выставках в Афинах в 1908 и 1910 годах со своими старыми работами и был постепенно забыт. Оставшись впоследствии без работы, Полихромис Лембесис жил в своей каморке на Саламине и в своём домике в Тисио, где, преждевременно состарившись, проводил своё время в маленьких кофейнях.
Его смерть в 1913 году отмечена в прессе следующим образом:

«Умер один из самых способных наших художников, Полихронис Лембесис», и «… умершего в безвестности но и жившего в безвестности художника».

Чтобы обеспечить деньги на его похороны, были проданы на рынке Пирея рыбаку и бакалейщику все работы находившиеся в ателье за 2 — 5 драхм каждая. В общей сложности было собрано 60 драхм. Сообщение о его смерти было отмечено мелким шрифтом в одной пирейской газете и двух художественных журналах.

## Работы
Вместе с росписями в церквях Афин, Пирея и Саламины, число его работ не превышает ста. Некоторые из наиболее известных его работ хранит и выставляет Национальная художественная галерея (Афины) (Обнажённая, Мальчик с кроликами, Племянница художника, Портрет брата,и др.), Галерея Э. Авероф в Мецово (Девочка с голубями) и Фонд Теллоглио в македонской столице (Хулиган).
Полихронис Лембесис был одним из немногих греческих художников, учившихся в Западной Европе и вовлечённых в иконографию. Это было следствием его ежедневной нужды, в результате чего художник ограничил свою работу в живописи и в конечном итоге почти оставил её.

## Признание и критика
Выставка-ретроспектива его работ была организована в марте 1963 года в Саламине местным обществом «Еврипид».
Сегодня отмечается выразительная свобода его портретов: солдата, священника, девочки, Сепьериса (Национальная художественная галерея (Афины)).
В своих пейзажах Лембесис отобразил с большой непосредственностью «греческий характер» и свет пейзажа, не растворяя формы и объекты в пространстве и без идеализации: Холм Ареопага, Малышка на траве (Афины, Коллекция Калканиса).
Однако его религиозные композиции рассматриваются греческими критиками работами меньшей ценности, нежели другие его работы, поскольку Полихронис Лембесис ушёл от традиционных представлений и следовал западным тенденциям «улучшенной византийской живописи».
Значительными считаются его работы в церквях Святых Феодоров на Первом кладбище, Святого Константина в Пирее, Богородицы в Амбелакии на Саламине и др, «Рождество» в церкви Богородицы в Амбелакии на Саламине и «Платитера тон уранон» (Икона Божией Матери «Знамение») в церкви Святого Георгия в Каритси.
Последними по хронологии его работами являются Святой Мина и Святая Лавра в церкви Святого Мины на Саламине, датируемые 1909 годом.